# Kerr Seringe Ngaga
Kerr Seringe Ngaga (Schreibvariante: Ker Serigne; Namensvariante: Hamdalai) ist eine Ortschaft im westafrikanischen Staat Gambia.
Nach einer Berechnung für das Jahr 2013 leben dort etwa 8367 Einwohner, das Ergebnis der letzten veröffentlichten Volkszählung von 1993 betrug 2278.

## Geographie
Kerr Seringe Ngaga liegt in der West Coast Region, Distrikt Kombo North, ungefähr zwei Kilometer von der atlantischen Küste und ungefähr zwei Kilometer von Sukuta entfernt.